# Ready For Love (canción de Cascada)
Ready for Love es una canción del grupo alemán Cascada que aparece en su álbum debut Everytime We Touch. 
También fue lanzado en el 2006 en Ready For Love E.P. junto con One More Night y Love Again.
El 7 de noviembre de 2012, la página oficial de YouTube de Cascada subió una versión desconectada de la canción, en un estilo similar a los Remixes anteriores de 'Candlelight' de Cascada

## Versiones
EP Alemán
1. Ready For Love (Club Mix) 4:54
2. One More Night (Club Mix) 5:32
3. Love Again (Club Mix) 5:29

Descarga Digital Sueca
1. Ready For Love (Radio Edit) 3:25
2. Ready For Love (Klubbingman Remix Edit) 3:47
3. Ready For Love (Italobrothers New Vox Remix Edit) 3:31
4. Ready For Love (Club Mix) 4:54
5. Ready For Love (Klubbingman Remix) 6:23

Descarga Digital
1. Ready For Love (Club Mix) 4:54
2. One More Night (Club Mix) 5:32
3. Love Again (Club Mix) 5:29
4. Ready For Love (Radio Edit) 3:23
5. One More Night (Radio Edit) 3:42
6. Love Again (Radio Edit) 3:27

## Posicionamiento en listas
| Chart (2006)                  | Mejor posición |
| ----------------------------- | -------------- |
| Australian ARIA Singles Chart | 98             |
| UK Singles Chart              | 96             |